# Electricar
Electricar war eine US-amerikanische Automobilmarke, die von 1950 bis 1966 von den Boulevard Machine Works in Hollywood (Kalifornien) gebaut wurde. Anfangs wurde die Marke – entsprechend den Initialen des Herstellers – als BMW angeboten, aber dann befürchtete man doch Sanktionen mit dem bekannten bayrischen Hersteller und einigte sich auf den anderen Markennamen.
Angeboten wurden die Modelle Cutie Junior mit zwei Sitzplätzen, Cutie und Boulevard mit jeweils einem Sitzplatz. Zum Antrieb dienten 24-V-Gleichstrommotoren mit 122 W  Leistung, Cutie Junior besaß einen, Cutie je einen für Vorder- und Hinterräder und Boulevard vier, einen für jedes Rad. Die Fahrzeuglänge betrug 2682 mm.